# Guarda Republicana (Iêmen)

Guarda Republicana Iemenita (em árabe: الحرس الجمهوري اليمني), chamada entre 2013 e 2016 de Forças da Reserva Estratégica (em árabe: قوات الاحتياطي الاستراتيجي), era uma unidade de elite das Forças Armadas do Iêmen. Era comandada pelo filho do ex-presidente Ali Abdullah Saleh, Ahmed Saleh. Esteve mais notavelmente envolvida na revolta iemenita de 2011, combatendo em favor do governo de Saleh. A unidade era tradicionalmente usada como a espinha dorsal do regime e foi a força de elite melhor armada e treinada das forças armadas. O Ministério da Defesa não somente negligenciou como também se envolveu nos atos de corrupção da unidade, a fim de garantir a lealdade dos líderes da Guarda Republicana. 